# Ахатов Габдулхай Хурамович

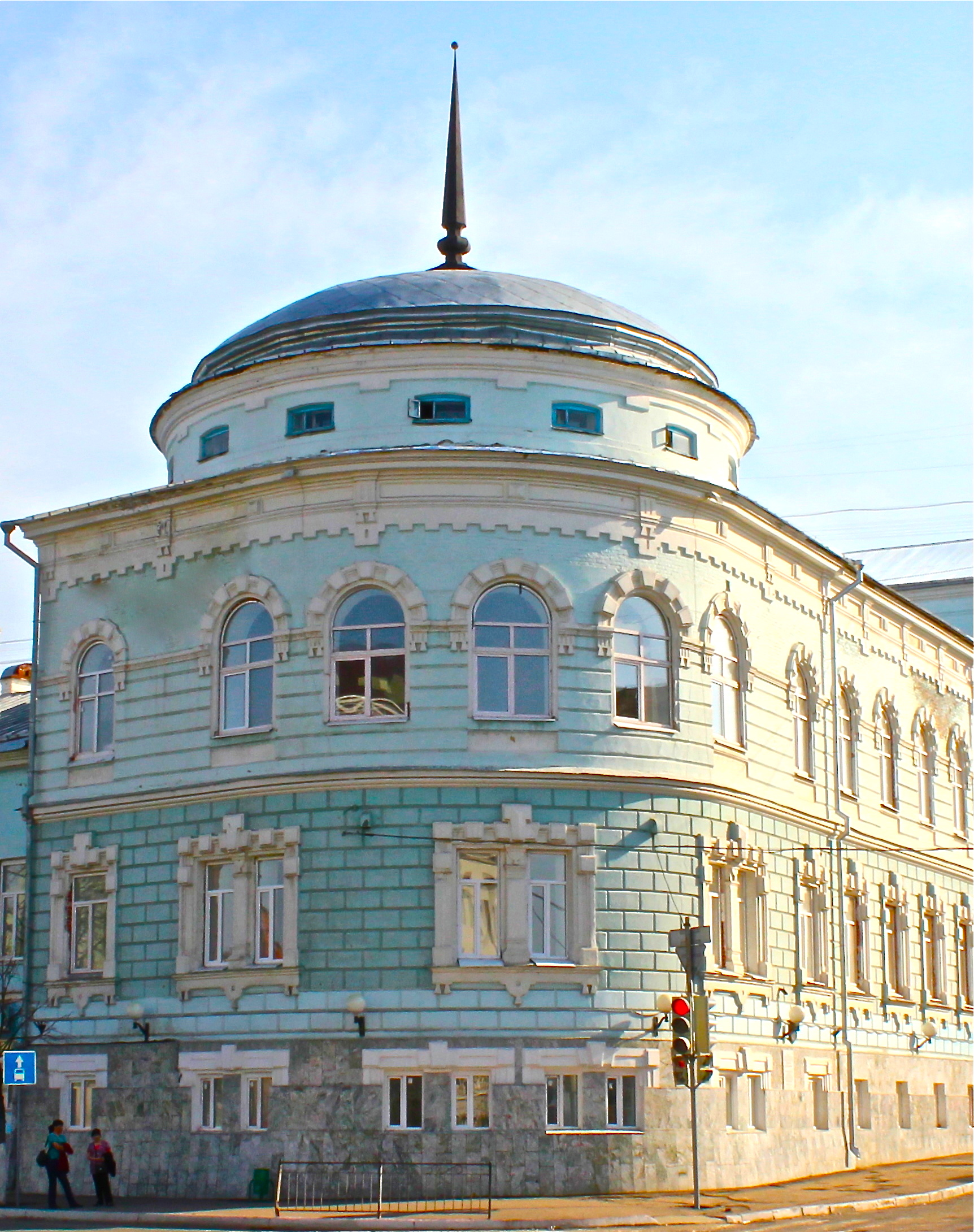
Альма-матер професора Г. Х. Ахатова — Казанський державний педагогічний інститут. Нині — Інститут філології та мистецтв Казанського федерального університету

Ахатов Габдулхай Хурамовіч (тат. Габделхәй Хурам Ули Əхатов; Ğabdelxəy Huram uğlı Axatov; 8 вересня 1927 — 25 листопада 1986)  — вчений-філолог, лінгвіст-тюрколог, доктор філологічних наук (1965), професор (1970), член Радянського комітету тюркологів, діяч культури. Вніс внесок у дослідження діалектів і лексикологических особливостей тюркських мов, головним чином, татарського, в становлення і розвиток фразеологічних досліджень
Творець кафедр татарської мови і літератури в ряді державних університетах і педагогічних інститутах країни
Ахатов Габдулхай Хурамовіч — засновник ряду наукових шкіл: сучасної татарської діалектологічної наукової школи і казанської фразеологічної наукової школи..
Вивчаючи фонетичні особливості говірки місцевого населення Сибіру Г. Х. Ахатов перший серед вчених відкрив у мови сибірських татар таке явище, як цокання, яке, на його думку, було придбано сибірськими татарами від половців.
У своєму класичному фундаментальному науковій праці «Діалект західносибірських татар» (1963) Г. Х. Ахатов представив матеріали за територіальним розселенню тоболо-іртишських татар в Тюменської і Омської областях. Піддавши всебічному комплексному аналізу фонетичну систему, лексичний склад і граматичний лад, вчений дійшов висновку, що мова сибірських татар являє собою один самостійний діалект, він не ділиться на говірки і є одним з найдавніших тюркських мов
Професор Г. X. Ахатов, як делегат II Всесоюзній Тюркологічні конференції (вересень 1976 р., Алма-Ата), скликаній Радянським комітетом тюркологів при АН СРСР та Академією наук Казахської РСР під егідою Відділення літератури і мови та Відділення історії АН СРСР, виступив з науковою доповіддю, в якій вказав, що Ц — (відповідний общетюрк. Ч -), що зустрічається в діалектах західносибірських і мішарскій татар, в среднебашкірском діалекті, в Черекському і хуламо-безенгнйском діалектах балкарського мови, у південній групі азербайджанських діалектів, не є запозиченим звуком, а виник на чисто артикуляционной основі.
Професор Г. Х. Ахатов дав опис фразеологічних виразів татарської мови. Є автором «фразеологічного словника татарської мови» (1982)
Вчений також є автором великої кількості підручників, навчальних посібників, методичних вказівок і навчальних освітніх програм, обов'язкових для навчання студентів вищих навчальних закладів за відповідними спеціальностями.
Крім фундаментальних наукових праць в галузі діалектології тюркських мов, лексики і фразеології татарської мови, в науковому доробку професора Г. Х. Ахатова знаходяться наукові дослідження з загальної теорії мови. Так, він опублікував фундаментальну наукову роботу про основні ознаки парних слів, відкрив і всебічно досліджував природу подвійного заперечення в тюркських мовах, а також відкрив і сформулював закон спаровування в тюркських мовах.
В останні місяці життя Габдулхай Хурамовіч Ахатов щільно займався проблемами структурної лінгвістики такими, як лінгвістичне моделювання інформації. Так же вчений ратував за широке використання комп'ютеризації при проведенні наукових досліджень у галузі лінгвістики.
Професор Г. Х. Ахатов підготував понад 40 докторів та кандидатів наук, опублікував близько 200 наукових праць.
Його наукові праці були відзначені на XIII Міжнародному конгресі лінгвістів (Токіо, 1982) [27], як найкращі у світовій лінгвістиці за період 1977—1981 рр.., нагороджені почесними дипломами та грамотами.
За підготовку висококваліфікованих кадрів та успішну наукову роботу Міністром вищої і середньої спеціальної освіти СРСР був нагороджений почесним знаком «За відмінні успіхи в галузі вищої освіти СРСР» (1982).
Габдулхай Ахатов був організатором і керівником ряду Діалектологічної експедицій.

## ДИТИНСТВО І ЮНІСТЬ
Народився 8 вересня 1927 року в селі Старо-Айманова Мензелінський кантону Татарської АРСР (нині с. Старо-Айманова Актанишского р-ну Республіки Татарстан). Батьки займалися землеробством. Батько, Хурам Ахат Хурамовіч (1893—1970), був одним з організаторів колгоспу.
Початкову освіту Габдулхай отримав у своєму рідному селі. Середню освіту здобув у Поісеевской середній школі, в райцентрі, в той час називався Калінінським. Взимку вчився, а влітку працював у колгоспі. З 14 років Габдулхай — бригадир у колгоспі. Середню школу закінчив тільки на «відмінно», із золотою медаллю.

## ЦІКАВІ ФАКТИ
- Будучи школярем юнак Габдулхай особливо захоплювався математикою. У 1946 році Габдулхай Хурамовіч вступив на відділення математики Казанського державного університету. Однак, через серйозну хворобу матері ще до першої студентської сесії змушений був залишити університет і поїхати у свій район. З 1946 по 1947 р. Г. X. Ахатов знаходиться на комсомольській роботі в Калінінському РК ВЛКСМ. Крім основної роботи він починає захоплюватися лінгвістикою і поезією. Починає писати перші вірші та есе.
- Габдулхай Ахатов в 1947 році вступив на відділення татарської мови і літератури історико-філологічного факультету Казанського державного педагогічного інституту (нині — Інститут філології та мистецтв Казанського федерального університету).
- Його син Айдар Ахатов — громадський діяч, еколог-економіст, юрист, журналіст і художник.

## СІМ'Я І КАР'ЄРА: НАУКОВА, ВИКЛАДАЦЬКА, ОРГАНІЗАТОРСЬКА І СУСПІЛЬНА ДІЯЛЬНІСТЬ
Після закінчення інституту з червоним дипломом (з відзнакою) Г. X. Ахатова залишили в аспірантурі при кафедрі татарської мови, яку він закінчив у 1954 році з захистом кандидатської дисертації на тему «Фразеологічні вирази в татарською мовою». Перший офіційний опонент член-кореспондент АН СРСР професор Б. А. Серебренніков (згодом став академіком АН СРСР, директором Інституту мовознавства АН СРСР) писав про його дисертації: "Оригінальність та новизна роботи Г. X. Ахатова полягає насамперед у тому, що він, можна сказати, перший серед татарських мовознавців, дав теоретично струнке і систематичний опис фразеологічних виразів татарської мови. Дисертація Г. X. Ахатова вигідно відрізняється від багатьох дисертацій, які у нас пишуть по тюркських мов тим, що її автор вторгається в абсолютно нову область татарського мовознавства. ".
23 серпня 1951 Габдулхай Ахатов одружувався на Розі Деміновой (нині — на пенсії, проживає в м. Казані), що закінчує відділення російської мови і літератури, і був направлений Міністерством освіти РРФСР на роботу в Тобольський госпедінститут, де він організував нову кафедру татарської мови і літератури. На посаді завідувача кафедрою татарської мови та літератури пропрацював до кінця 1957—1958 навчального року. У 1955 році у них народилася дочка Аїда, а в 1957 році син Айдар.
У 1958 році сім'я переїхала до Уфи, де в університеті Г. X. Ахатов був обраний за конкурсом завідувачем недавно відкрилася кафедри татарської мови і літератури. У короткі терміни сформував кафедру і визначив її діяльність. У Башкирському державному університеті на цій посаді пропрацював 24 роки. У 1965 році у віці 37 років захистив докторську дисертацію на здобуття наукового ступеня доктора філологічних наук (тема: «Діалект західносибірських татар»). У 1970 році затверджений у вченому званні професора.
У 1982 році на запрошення керівництва республіки та за погодженням з Міністерством освіти РРФСР професор Г. X. Ахатов повертається до Татарстану, в місто Набережні Челни, який тоді називався Брежнєв, де знаходився один з найбільших автомобільних заводів у світі — КАМАЗ, для заснування в місті нового державного вузу — педагогічного інституту. Вже за перші успіхи в цьому йому було присвоєно почесне звання «Ударник будівництва КАМАЗу».
Наукова діяльність Г. Х. Ахатова отримала широке визнання серед учених Росії, СНД і далекого зарубіжжя. Його перу належить цілий ряд фундаментальних наукових робіт, що являють собою істотний внесок у розвиток світової тюркології.

## Участь в найбільш значущих наукових конференціях і симпозіумах
Професор Г. Х. Ахатов брав активну участь як організатор і основний доповідач у всіх найбільш значущих конференціях і симпозіумах по предмету своїх наукових досліджень. Найактуальніші з них:
- II Всесоюзна тюркологичні конференція. м. Алма-Ата, 1976 (Делегат конференції, Голова секції, Доповідач);
- Всесоюзна наукова конференція, присвячена 70-річчю від дня народження Лауреата Ленінської премії, Героя Радянського Союзу, поета Муси Джаліля. м. Казань, 1976 (Заступник Голови Оргкомітету, Голова секції, Доповідач);
- III Всесоюзна тюркологичні конференція. м. Ташкент, 1980 (Делегат конференції, Голова секції, Доповідач);
- IX Всесоюзна конференція з діалектології тюркських мов. м. Уфа, 1982 (Співголова оргкомітету, Доповідач);
- XIII Міжнародний Конгрес Лінгвістів. м. Токіо (Японія), 1982 = The 13th International Congress of Linguists, 1982, Tokyo, Japan (Почесний учасник).

## Основні твори
- Ахатов Г. Х. «Вопросы методики преподавания татарского языка в условиях восточного диалекта» (монография). Тобольск, 1958.
- Ахатов Г. Х.«Язык сибирских татар. Фонетические особенности» (монография). Уфа, 1960.
- Ахатов Г. Х.«Об этногенезе западно-сибирских татар».- Сб."Вопросы диалектологии тюркских языков", К., 1960.
- Ахатов Г. Х.«Об ударении в языке сибирских татар в связи с ударением в современном татарском литературном языке».-Сб."Проблемы тюркологии и истории русского востоковедения". К., 1960.
- Ахатов Г. Х.«Некоторые особенности преподавания родного языка в условиях восточного диалекта татарского языка».-Сб."Вопросы диалектологии тюркских языков. К., 1960.
- Ахатов Г. Х.«Об особенностях фразеологических оборотов». — Ж. «Советская школа». К., 1960.
- Ахатов Г. Х.«Диалект западносибирских татар» (монография). Уфа, 1963.
- Ахатов Г. Х.«Местные диалекты — надежный источник для сравнительно-исторического изучения языков». — Сб."Вопросы диалектологии тюркских языков". Баку, 1963.
- Ахатов Г. Х.«Лексико-фразеологические особенности восточного диалекта татарского языка». — Сб."Материалы вузов Уральского экономического района. Языкознание". — Свердловск, 1963.
- Ахатов Г. Х.«Об ударении в языке сибирских татар». — Сб."Проблемы тюркологии и истории востоковедения". К.:изд-во КГУ, 1964.
- Ахатов Г. Х.«Диалекты западносибирских татар». Дисс. на соиск. учен. степени докт. филолог. наук. Ташкент, 1965.
- Ахатов Г. Х.«Языковые контакты народов Поволжья и Урала» (монография). Уфа, 1970.
- Ахатов Г. Х.«Фразеология» (монография). Уфа, 1972.
- Ахатов Г. Х.«Современный татарский язык» (программа для студентов вузов). К.: изд-во Казанского госпединститута. 1974. (в соавторстве — с Закиевым М. З., Тумашевой Д. Г.).
- Ахатов Г. Х.«Лексика современного татарского языка» (учебник для студентов вузов). Уфа, 1975.
- Ахатов Г. Х.«Татарская фразеология» (программа для студентов вузов). Уфа: изд-во БГУ, 1975.
- Ахатов Г. Х.«Диалект западносибирских татар в отношении к литературному языку». Уфа: изд-во БГУ, 1975.
- Ахатов Г. Х.«Использование диалектных данных для сравнительно-исторического изучения тюркских языков». — Сб."Советская тюркология и развитие тюркских языков в СССР. Алма-Ата, 1976.
- Ахатов Г. Х.«Татарская диалектология. Диалект западно-сибирских татар» (учебник для студентов вузов). Уфа, 1977.
- Ахатов Г. Х.«Полисемантичные слова в татарском языке» (программа спецкурса для студентов вузов). Уфа, изд-во БГУ, 1977.
- Ахатов Г. Х.«Татарская диалектология. Средний диалект» (учебник для студентов вузов). Уфа, 1979.
- Ахатов Г. Х.«О составлении фразеологического словаря татарского языка» (монография). Уфа, 1979.
- Ахатов Г. Х.«Арский подговор заказанского говора татарского языка».-Сб. ЧувГУ им. И. Н. Ульянова, Чебоксары, 1979.
- Ахатов Г. Х.«Лексикология современного татарского литературного языка» (монография). К.,1979.
- Ахатов Г. Х.«Мишарский диалект татарского языка» (учебник для студентов вузов). Уфа, 1980.
- Ахатов Г. Х.«Источники построения исторической диалектологии татарского языка». — Сб."Лингвистическая география и проблемы истории языка". Нальчик, 1981.
- Ахатов Г. Х.«Мензелинский говор татарского языка».-Сб. ЧувГУ им. И. Н. Ульянова, Чебоксары, 1981.
- Ахатов Г. Х.«Об основных признаках парных слов». — Ж. «Советское финно-угроведение». Талинн, 1981, № 2.
- Ахатов Г. Х.«Диалекты и топонимия Поволжья» (межвузовский сборник). Чебоксары: изд-во ЧувГУ им. И. Н. Ульянова. 1981. (в соавторстве — с Корниловым Г. Е.).
- Ахатов Г. Х.«Фразеологический словарь татарского языка» (монография). К., 1982.
- Ахатов Г. Х.«Современный татарский литературный язык» (монография). К.,1982.
- Ахатов Г. Х.«Антонимы и принципы создания первого в татарском языке словаря антонимов» (монография). Уфа, 1982.
- Ахатов Г. Х.«Татарская диалектология» (учебник для студентов вузов), К.,1984.
- Ахатов Г. Х.«О природе двойного отрицания в тюркских языках кыпчакско-булгарской подгруппы». — Ж. «Советская тюркология». 1984, № 3.
- Ахатов Г. Х."Крылатые слова. — Ж. «Ялкын». К., 1985, № 11.
- Ахатов Г. Х.«О законе спаривания слов в тюркских языках»/Сб. Turcologica. — М., 1987.
- Achatow G. «Unsere vielsprachige Welt»/NL, Berlin, 1986, № 4.
- Achatow G. «Linguistik im Bund mit Computer»/NL, Berlin, 1986, № 24.
- Ахатов Г. Х.«Лексика татарского языка» (учебное пособие для студентов вузов и колледжей). К.,1995.